# Godfred 2., hertug af Bretagne
Godfred 2. (bretonsk: Jafrez; latin: Galfridus, engelsk: Geoffrey anglo-normannisk: Geoffroy; 23. september 1158 – 19. august 1186) var hertug af Bretagne og 3. jarl af Richmond mellem 1181 og 1186 gennem sit ægteskab med arvingen Konstance af Bretagne. Godfred var den fjerde af fem sønner af Henrik 2., konge af England og Eleonora, hertuginde af Aquitanien.

## Liv
I 1160'erne begyndte Henrik 2. at ændre sit indirekte styre i Bretagne og udøve mere direkte kontrol. Henrik havde været i krig med Conan 4., hertug af Bretagne. Lokale bretonske adelige gjorde oprør mod Conan, så Conan søgte Henrik 2.'s hjælp. I 1164 greb Henrik ind for at beslaglægge landområder langs grænsen mellem Bretagne og Normandiet, og i 1166 invaderede han Bretagne for at straffe de lokale baroner. Henrik tvang derefter Conan til at abdicere som hertug af Bretagne til fordel for sin fem år gamle datter Konstance af Bretagne, der blev overgivet og forlovet med Henriks søn Godfred. Denne ordning var ganske usædvanlig med hensyn til middelalderlov, da Conan måske havde haft sønner, der legitimt kunne have arvet hertugdømmet. Godfred og Konstance blev endelig gift i juli 1181.
De voksende spændinger mellem Henrik og Ludvig 7. af Frankrig brød endelig ud i åben krig i 1167, udløst af et bagatelagtige spørgsmål om, hvordan penge, der var bestemt til korsfarerstaterne i Levanten skulle indsamles. Ludvig allierede sig med walisere, skotter og bretonere, og den franske konge angreb Normandiet. Henrik svarede igen ved at angribe Chaumont-sur-Epte, hvor Ludvig havde sit vigtigste militære arsenal, brændte byen til jorden og tvang Ludvig til at opgive sine allierede og foretage en privat våbenhvile. Henrik var derefter fri til at slå ned på de oprørske baroner i Bretagne, hvor modstanden til hans overtagelse af hertugdømmet stadig var stor.
Godfred var femten år gammel, da han sluttede sig til de første oprør mod sin far. Han forsonede sig senere med Henrik i 1174, da han sluttede sig til våbenhvilen i Gisors. Godfred spillede en fremtrædende rolle i det anden oprør i 1183, hvor han kæmpede imod sin ældre bror Richard Løvehjerte for sin ældste bror Henrik den Unge Konge.
Godfred var en god ven med Ludvig 7.s søn Filip, og de to mænd var ofte i alliance mod Kong Henrik. Godfred tilbragte meget tid ved Filips hof i Paris, og Filip gjorde ham til sin seneschal. Der var tegn på, at Godfred planlagde endnu et oprør med Filips hjælp under sin sidste tid i Paris sommeren 1186. Som deltager i så mange oprør mod sin far, fik Godfred et ry som forræder. Gerald af Wales skrev følgende om ham: ”Han har flere aloer end honning i sig; hans tunge er glattere end olie; hans søde og overbevisende veltalenhed har gjort det muligt for ham at opløse de tætteste alliancer og ved hans sproglige kunstner i stand til at ødelægge to kongeriger; af utrættelig bestræbelse, en hykler i alt, en bedrager og en hykler."
Godfred var også kendt for at angribe klostre og kirker for at skaffe midler til sine felttog. Denne manglende ærbødighed for religion erhvervede ham ikke kun Kirkens foragt, men også foragt fra flertallet af krønikeskrivere, der skrev om hans liv.

## Familie
Godfred og Konstance fik tre børn, den éne født efter Godfreds død:
- Eleonora af Bretagne, den smukke jomfru (1184–1241)
- Maud/Matilde af Bretagne (1185-før maj 1189)
- Arthur 1., hertug af Bretagne (1187-1203?)

## Død
Godfred døde den 19. august 1186, 27 år gammel, i Paris. Der er også beviser, der støtter en dødsdatoen den 21. august 1186. Der er to forskellige beretninger om hans død. Den mere udbredte første version hævder, at han blev trampet ihjel under en ridderturnering. Ved hans begravelse siges det, at Filip ramt af sorg forsøgte at hoppe ned i kisten. Roger af Hovedens krønike er kilden til denne version, mens detaljen om Filips hysteriske sorg kommer fra Gerald af Wales.
I den anden version døde Godfred i den franske kongelige embedsmand Rigords krønike af pludselige akutte brystsmerter, som angiveligt ramte ham umiddelbart efter hans tale til Filip, hvor han pralede om sin intention om at lægge Normandiet øde. Denne version var muligvis en opfindelse af sin skaber, med en pludselig sygdom, som var Guds dom over en utaknemmelig søn, der gjorde oprør mod sin far, og for hans angreb på kirken. Alternativt kan historien om ridderturneringen være en opfindelse af Filips for at forhindre Henrik 2. i at opdage oprørsplanen. Idet han opfandt en social begivenhed, en turnering, for at retfærdiggøre Godfreds ophold i Paris, skjulte Filip deres mødes sande formål.
Marie af Champagne, som Godfred stod på god fod med, var til stede ved sin halvbors sjælemesse og etablerede et sjælemessekapel til hans sjæls hvile.
Godfred blev begravet i koret i Notre Dame de Paris, men hans gravsten blev ødelagt i det 18. århundrede før den franske revolution. Hans lig blev gravet op i 1797 og målte 1,69 m.

## Arvefølge
Efter Godfreds død fik Henrik 2. gift Konstance, Godfred's enke, med Ranulf de Blondeville, 6. jarl af Chester. Ranulf blev hertug af Bretagne, iure uxoris, for en kort periode, før dette ægteskab blev annulleret.